# Tatkon
Tatkon är en kommun i Myanmar. Den ligger i den centrala delen av landet, 50 km norr om huvudstaden Naypyidaw.